# Dick Clark
För politikern se Dick Clark (senator).

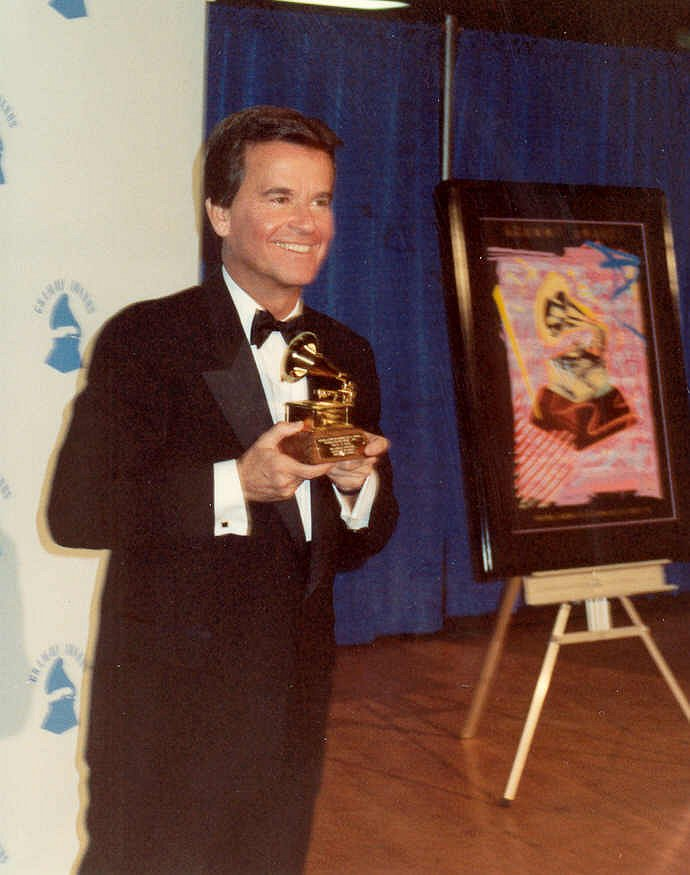
Dick Clark vid Grammy-utdelningen 1990.

Richard Wagstaff "Dick" Clark, född 30 november 1929 i Westchester County, New York, död 18 april 2012 i Santa Monica, Kalifornien, var en amerikansk programledare i tv och radio, restaurangägare och tv-producent. Clark var programledare för det klassiska musikprogrammet American Bandstand 1956-1989. Han grundade 1957 företaget Dick Clark Productions. 
Dick Clark växte huvudsakligen upp i Mount Vernon, New York.
Clark var delägare i en restaurangkedja med musik som tema där restaurangerna heter "Dick Clark's American Bandstand Grill", "Dick Clark's AB Grill", "Dick Clark's Bandstand — Food, Spirits & Fun" och "Dick Clark's AB Diner".¨
Dick Clark avled den 18 april 2012 i sviterna av en hjärtinfarkt.